# Jan Andersson
Jan Andersson, født 17 marts 1947 i Helsingborg, skånsk socialdemokratisk politiker, medlem af Rigsdagen 1988-95, medlem af Europa-Parlamentet siden 1995. Fra 2004 er Jan Andersson også ordfører for Europa-parlamentets beskæftigelsesudvalg.
Andersson arbejder primært med arbejdsmarkeds-, ældre-, handikap-, og narkotikaspørgsmål. I Europa-parlamentet har han gjort sig bemærket for sit engagement i faglige spørgsmål og gennemførte i 2008 på opbakning af hele Europa-Parlamentet ændringer i EU's udstationeringsdirektiv efter EF-domstolens dom i Vaxholm/Laval-sagen.
Han har tidligere arbejdet som højskolelærer, og er gift med Ines Uusmann og har to voksne døtre.